# Hipólito Ramos
Hipólito Ramos Martínez (ur. 30 stycznia 1956 w Pinar del Río) – kubański bokser kategorii papierowej. Jest srebrnym medalistą letnich igrzysk olimpijskich w Moskwie.